# Лісові пожежі в Австралії 2019—2020
Лісові пожежі в Австралії 2019—2020 — масові пожежі у лісах Австралії, здебільшого на південному сході країни. Масштаб пожеж значно перевищує середній під час щорічного сезону посухи, яка триває від грудня по березень, у літній час в Австралії. Пожежі тривають від серпня 2019 року. Станом на 5 січня 2020 року внаслідок пожеж згоріло близько 6,3 мільйона гектарів лісів (63 000 квадратних кілометрів), вогнем знищено понад 2500 будівель (включаючи понад 1300 житлових будинків) та загинуло 25 людей.  У грудні 2019 року уряд Нового Південного Уельсу оголосив надзвичайний стан у штаті у зв'язку з рекордною температурою, тривалою посухою та загострення бурхливих пожеж.  За підрахунками експерта з біорізноманітності Австралії в Сіднейському університеті професора Кріса Дікмана у лісових пожежах постраждало більше мільярда тварин.
Головними причинами пожежі стали рекордні спека та посухи, часті удари блискавок під час гроз в регіоні, позитивний диполь Індійського океану, ненавмисні та навмисні підпали, а також інші. Від вересня 2019 року від понад 100 пожеж страждають великі території штату Новий Південний Уельс, зокрема регіони Північне узбережжя Нового Південного Уельсу, Середнє Північне Узбережжя, регіон Гантер, місто Говкесбері, Воллонділлі, крайній захід міста Сідней, Блакитні гори, Іллаварра, Південне узбережжя та інші.

## Список жертв
Загинуло 25 людей.

## Реакція

### Австралія
Акторка з Австралії Марго Роббі закликала людей у своєму Інстаграмі пожертвувати гроші на допомогу жертвам Австралії.

### Україна
Президент України Володимир Зеленський заявив, що Україна направить до Австралії 200 пожежників-рятувальників. Уряд Австралії відмовився від української допомоги 